# Sociedade Brasileira de Neurociências e Comportamento
A Sociedade Brasileira de Neurociências e Comportamento, ou SBNeC, é uma sociedade científica dedicada a promoção do ensino, pesquisa e divulgação da área de neurociencias no Brasil. Foi fundada em 19 de dezembro de 1977.